# Paiement de l'indu en droit civil français
 (janvier 2015).
Le paiement de l'indu (lat. solutio indebiti) est un quasi-contrat dans lequel celui qui a fait un paiement indu, par erreur, peut obliger celui qui a reçu le paiement à le lui restituer. Par application de l'article 1302 du code civil, l'action en répétition de l'indu consiste pour celui qui a payé (le solvens) à demander à celui qui a reçu (l'accipiens) le remboursement, la restitution, d’une chose qui a été versée à tort ou qui n’était pas due.

## Les conditions de l'action en répétition de l’indu
- Il faut que le solvens ait remis un bien ou une somme d’argent à titre de paiement.
- Le solvens ne doit pas être débiteur de l’accipiens.
  - soit la dette n’a jamais existé;
  - soit la dette n'existe plus;
  - soit la dette existe mais le solvens a effectué son versement auprès d’une personne qui n’était pas le créancier;
- le solvens doit avoir payé par erreur.

Enfin, la répétition de l'indu est exclue lorsque les sommes ont été versées en exécution d'une décision de justice devenue irrévocable ; cependant, l'autorité de la chose jugée ne peut être opposée lorsque des événements postérieurs sont venus modifier la situation antérieurement reconnue en justice ; à titre d'exemples :
- un arrêt irrévocable a condamné le bailleur à payer diverses indemnités au preneur à la suite du non-renouvellement de son bail commercial mais en raison de la non-réinstallation du preneur, le bailleur l'a assigné en répétition des indemnités de remploi, pour trouble commercial et pour frais de déménagement[1].

### Les conditions relatives à la dette
L'action suppose un indu, c'est-à-dire une absence de dette entre le solvens et l'accipiens. N'est pas considéré comme absence de dette :
- la situation dans laquelle une personne paie une dette alors qu'elle devait la payer plus tard.
- le fait de payer une dette prescrite.

Il existe deux types d'indus :
- - l'indu objectif : lorsque la dette n'existe pas.
  - l'indu subjectif: lorsque la dette existe mais non entre le solvens et l'accipiens.

### Les conditions relatives au solvens
- La faute du solvens

Depuis un arrêt rendu par la première chambre civile de la Cour de cassation en date du 17 février 2010, la faute du solvens ne le prive pas de l'action en répétition de l'indu. Toutefois, celui-ci devra éventuellement répondre de cette faute à travers l'indemnisation du préjudice ressenti par l'accipiens.
- Le problème de l'erreur du solvens

L'article  1302 du Code civil (anciennement 1376 du Code civil) semblait exiger comme condition de l'exonération de l'action, une erreur du solvens. Toutefois concernant la preuve de l'erreur, la jurisprudence adopte deux attitudes contrastées selon que l'on se trouve dans un cas d'indu subjectif ou objectif. Dans la première situation, la jurisprudence exige toujours la preuve d'erreur du solvens. Dans la seconde, depuis un arrêt d’assemblée plénière du 2 avril 1993 (Ursaff de Valenciennes), la jurisprudence énonce que contrairement à ce qu’établit l’ancien article 1377 du Code civil , il n'est plus nécessaire de prouver une erreur du solvens. Le solvens devra seulement prouver l'absence de cause du paiement.

### Les conditions relatives à l'accipiens
Il peut arriver que l'accipiens détruise ou ait détruit l'instrumentum (ici, ne dispose plus de la somme en cause) reçu du solvens. Dans un tel cas, il sera alors impossible au solvens de demander la restitution de cette somme versée à l'accipiens. Dès lors, le solvens ne pourra que se retourner contre le véritable débiteur de la dette (celui qui aurait dû payer en réalité) en fondant son action sur l'enrichissement sans cause.

## Les effets de l'action en répétition de l'indu

### L'exercice de l'action
Seul celui qui a payé, donc le solvens, peut exercer cette action. On ne peut agir en répétition de l'indu que contre l'accipiens. Aucune action n'est donc possible contre un tiers. Le délai de prescription est celui de droit commun prévu à l'article 2224 du Code civil. Le solvens aura donc 5 ans pour faire valoir son action.

### La restitution et le remboursement
- L’accipiens doit restituer la chose reçue ou perçue de manière indue : l'importance des restitutions varie selon que l’accipiens est de bonne foi ou non.

— s’il est de bonne foi : l'accipiens devra restituer la chose plus les intérêts produits par la chose à compter du jour de la demande en restitution. Il pourra demander le remboursement des frais qu'il a eu au titre des dépenses utiles et nécessaires à la conservation de la chose. S’il a vendu la chose, il devra restituer le prix de la vente. Si la chose a péri en raison d’un cas de force majeure, il sera exonéré.
— s’il est de mauvaise foi : il sera obligé à rembourser le capital, les intérêts et les fruits produits par la chose à partir du jour du paiement de l’indu.Si la chose a été vendue, il devra le prix et sa plus-value éventuelle au jour où l'action en répétition est engagée. Si la chose a péri en raison d’un cas de force majeure, on lui fera payer sa mauvaise foi en exigeant de lui le remboursement de la valeur de la chose.
- le droit à restitution du solvens dépend de son éventuelle négligence ou des fautes qu'il aurait commises, et du préjudice que cette restitution peut causer à l'accipiens.